# Goedendag
Il goedendag /ˌɣuːdənˈdax/ o plancon era una particolare tipologia di mazza chiodata, in realtà una sorta di arma inastata capace di combinare le caratteristiche della lancia e della mazza, in uso nelle Fiandre nel Tardo Medioevo. Il suo nome ha un suono sarcastico, poiché goedendag in olandese significa "buongiorno"; tuttavia è proposta anche un'etimologia alternativa secondo cui 'dag' sarebbe da interpretarsi come 'lama', cfr. l'inglese "dagger", o l'italiano 'daga'. Usata con grande efficacia dalle truppe fiamminghe contro il Regno di Francia durante la Battaglia degli speroni d'oro, l'11 luglio 1302, fu in realtà arma dalla vita breve, abbandonata agli inizi del XV secolo, ed esclusiva delle forze di fanteria.

## Storia

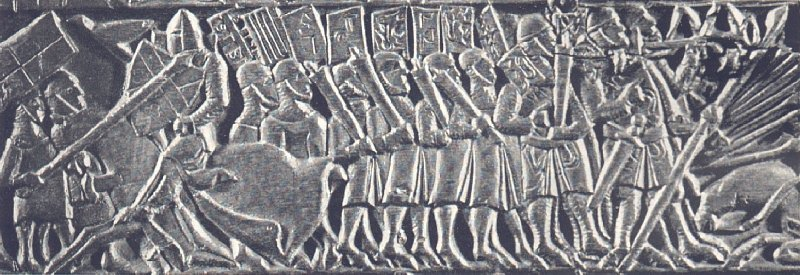
Incisione del Baule di Oxford con truppe al centro della colonna che utilizzano delle goedendag.

Il goedendag ha legato indissolubilmente il suo nome alla vittoria fiamminga nella Battaglia degli speroni d'oro (11 luglio 1302), uno degli scontri fondamentali nell'evoluzione bellica tardo medievale che dimostrò la concreta possibilità di stroncare la predominanza tattica della cavalleria pesante con un corretto uso di truppe di fanteria mista composte da picchieri ed arcieri.

## Costruzione
Caratteristiche compositive del goedendag erano:
- impugnatura di legno in forma di clava, cioè allargantesi ad una delle estremità, di lunghezza superiore rispetto a quella delle normali armi manesche, solitamente tra 1,2 e 1,8 m;
- testa in ferro composta da un massiccio punteruolo assicurato all'astile ligneo da un anello di arresto.